# Jakub z Korzkwi
Jakub z Korzkwi herbu Syrokomla, znany również jako Jakub z Kurdwanowa (ur. ok. 1350, zm. 27 maja 1425) – polski biskup rzymskokatolicki.

## Życiorys
Jego rodzicami byli Florian i Katarzyna. Od najmłodszych lat przeznaczony był do stanu duchownego. Studiował na Uniwersytecie Bolońskim, gdzie otrzymał doktorat z prawa. Od 1386 roku był  audytorem Roty w kurii papieskiej. 31 lipca 1396 roku został powołany przez papieża na biskupstwo płockie, mimo to dopiero na początku 1398 roku znalazł się w Płocku. Od razu natrafił na wrogość książąt mazowieckich i kapituły.
W ciąg trzydziestoletnich rządów prowadził synody diecezjalne, które przyniosły mu wielką sławę. Zredagował kodyfikację prawa. Uznał oficjalnie Matkę Bożą za patronkę Kościoła płockiego. Uczestniczył, wraz z innymi polskimi biskupami, w Soborze w Konstancji (1414-1418). Następnie wpłynął na statuty wieluńsko-kaliskie z 1420 roku. Nie popierał Krzyżaków o czym świadczy kazanie wygłoszone 2 czerwca 1410 roku przed bitwą grunwaldzką. Był sygnatariuszem aktu Unii horodelskiej 1413 roku. Śmiało świadczył przeciwko krzyżakom  na Soborze w Konstancji. Brał udział w zjeździe wrocławskim (1420). Był obecny przy wystawieniu przez Władysława II Jagiełłę przywileju czerwińskiego w 1422 roku. Był sygnatariuszem pokoju mełneńskiego 1422 roku.
Siedemdziesięcioletniego biskupa Jakuba chciano przenieść do spokojniejszej i bogatszej diecezji wrocławskiej, ale w 1424 roku książęta mazowieccy zadecydowali o jego powrocie do płockiej diecezji. Po powrocie biskup był już tak słaby, że nie mógł uczestniczyć w synodzie w Łęczycy (1425). Zmarł 27 maja 1425 roku w Płocku. Pochowany został w katedrze płockiej.   